# Луби-Куркі
Луби-Куркі (пол. Łuby-Kurki) — село в Польщі, у гміні Мястково Ломжинського повіту Підляського воєводства.
Населення — 136 осіб (2011).
У 1975-1998 роках село належало до Ломжинського воєводства.

## Демографія
Демографічна структура станом на 31 березня 2011 року:
|          | Загалом | Допрацездатний вік | Працездатний вік | Постпрацездатний вік |
| -------- | ------- | ------------------ | ---------------- | -------------------- |
| Чоловіки | 71      | 13                 | 46               | 12                   |
| Жінки    | 65      | 8                  | 32               | 25                   |
| Разом    | 136     | 21                 | 78               | 37                   |